# Ilan Fernández
Ilan Fernández, nacido en Medellín hace cuarenta años. Ha vivido en Florida y España, donde su actividad más conocida ha sido el narcotráfico. Por lo que se sabe, a raíz de la muerte de su padre, Ilan Fernández y su familia, se trasladan a Florida y es aquí donde empiezan sus aventuras en el mundo del narcotráfico, a la tierna edad de 15 años, amasando una gran fortuna en menos de 2 años. Condenado, en un principio, a 18 años de prisión por ser uno de los correos que introducía la cocaína en Europa, fue detenido en Barcelona, con poco más de 17 años, donde pasó 2 largos años en la cárcel de Cuatro caminos, antes de ser extraditado a Estados Unidos, donde cumplió una condena de 6 años más en la prisión de San Quintín.
En esta última etapa de presidio, la vida cambió completamente para Ilan Fernández. Teniendo como compañero suyo de celda a otro colombiano, y tras la muerte de la hermana de este, Ilan le preguntó como estaba. Su compañero con un gesto irónico le contestó: "de puta madre". Después de unos risas entre ellos, decidieron estampar dicha frase en una prenda de ropa, la cual fue vista por uno de sus carceleros, quien les pidió que le hicieran una igual para un sobrino suyo, que la usó para ir a una discoteca. El sobrino del carcelero volvió muy feliz de la discoteca, ya que su camiseta había sido un éxito entre sus amigos y todos querían una igual. Así que entusiasmados con el proyecto, los dos presos, pedían a sus familiares camisetas blancas que ellos mismos decoraban con frases que elegían , en concursos, que organizaban, entre los compañeros de presidio. 
Frases como "fuck barbie" o "kill barbie", nacieron de estas iniciativas. Así es como nació la marca de ropa "de puta madre" , acordando entre los 2 compañeros, que la marca sería explotada, por el primero de ellos que saliera de presidio. Como anécdota, la coletilla "69", fue introducida en el nombre original de la marca, como símbolo al pensamiento más extendido entre los presos: El sexo. 
Tiempo después Ilan Fernández recuperó la libertad, trasladándose a Formentera (España), para empezar una nueva vida trabajando en un bar y vendiendo sus trabajos como diseñador de ropa entre las tiendas de la localidad. Un tiempo después, presentó su proyecto a dos empresarios textiles de Roma, quienes le ofrecieron la oportunidad de trabajar en dicha ciudad. Al principio, la idea no les pareció muy digna de negocio, a estos empresarios, pero al pasar unos meses, ya se habían vendido unas 20.000 unidades. Pero la suerte para Ilan, solo había empezado: Tiempo después, en un programa televisivo italiano de máxima audiencia, aparecía uno de los concursantes con uno de sus trabajos, disparando el beneficio de sus productos hasta los 60 millones de euros.
Actualmente, vive en Roma felizmente casado con la campeona mundial de moto acuática, Elisa Sabanito, a la espera de su primer hijo. Entre sus últimos proyectos hay que destacar el interés que ha mostrado el mundialmente famoso director de cine Steven Spielberg, para trasladar a la gran pantalla la vida de este hombre, que muy pronto podremos disfrutar.
La vida de Ilan Fernández está narrada en la novela de Giulio Laurenti titulada Suerte - Einaudi publisher y traducida al alemán con el mismo título.
https://www.einaudi.it/autori/giulio-laurenti/